# Fondo verde per il clima
Il Fondo verde per il clima (Green Climate Fund, GCF) è un fondo istituito nell'ambito della Convenzione quadro delle Nazioni Unite sui cambiamenti climatici (UNFCCC) come entità operativa del meccanismo finanziario per assistere i paesi in via di sviluppo nelle pratiche di adattamento e mitigazione per contrastare il cambiamento climatico. Il Fondo verde per il clima ha la sede a Incheon, nella Corea del Sud, è governato da un Consiglio di 24 membri che è assistito dal Segretariato. Direttore esecutivo è il francese Yannick Glemarec, in carica dal 25 febbraio 2019.
L'obiettivo del Fondo verde per il clima è «sostenere progetti, programmi, politiche e altre attività nei paesi in via di sviluppo attraverso pratiche di finanziamento tematiche». Si ritiene che il Fondo verde per il clima sarà il fulcro degli sforzi per aumentare i finanziamenti per il clima nell'ambito dell'UNFCCC.

## Storia
I paesi più ricchi e industrializzati sono stati i responsabili della maggior parte delle emissioni di gas serra.
Di conseguenza, è stato affermato che questi paesi hanno la responsabilità morale di sostenere la maggior parte dei costi della mitigazione del clima in tutto il mondo, compresi i costi della transizione dei paesi in via di sviluppo e dei paesi meno sviluppati.
Diversi gruppi della società civile hanno stabilito che gli Stati Uniti e l'Unione europea sono responsabili di almeno il 54% del costo della mitigazione dei danni causati dai cambiamenti climatici nel Sud del mondo.
Altri hanno sostenuto che i paesi più ricchi dovrebbero aiutare a finanziare la transizione dei paesi in via di sviluppo e dei paesi meno sviluppati perché i primi possono permettersi i più consistenti investimenti necessari per la transizione.
L'Accordo di Copenaghen, stabilito durante la 15ª Conferenza delle Nazioni Unite sui cambiamenti climatici (COP15) del 2009 a Copenaghen, menzionava il Copenhagen Green Climate Fund, con l'obiettivo di ridurre le emissioni di gas serra, combattere la deforestazione e adottare misure di adattamento alle conseguenze del riscaldamento globale. Come beneficiari venivano individuati i paesi più vulnerabili, come i paesi meno sviluppati, i piccoli stati insulari in via di sviluppo e l'Africa. A tale scopo i paesi sviluppati accoglievano l'obiettivo di mobilitare insieme 100 miliardi di dollari l'anno tra la firma dell'accordo e il 2020, oltre l'importo di 30 miliardi di dollari per il periodo 2010-2012 per il  Fast Start Funding, di cui 7 miliardi dall'Unione europea.
La costituzione del Fondo è stata decisa nel corso della 16ª Conferenza delle Nazioni Unite sui cambiamenti climatici (COP16) del 2010 a Cancún (Messico).
La relativa struttura di governo è stata deliberata nel corso della 17ª Conferenza delle Nazioni Unite sui cambiamenti climatici (COP17) del 2011 a Durban (Sudafrica).
In data 20 ottobre 2012, nel corso del secondo incontro del Consiglio del Fondo è stato deciso di stabilire a Incheon, Corea del Sud, la sede del Fondo verde per il clima; decisione convalidata dalla 18ª Conferenza delle Nazioni Unite sui cambiamenti climatici (COP18) del 2012 a Doha (Qatar).
La 19ª Conferenza delle Nazioni Unite sui cambiamenti climatici (COP19) del 2013 a Varsavia (Polonia) ha riconosciuto il Fondo verde per il clima organo operativo del meccanismo finanziario della Convenzione per garantire che lo stesso «sia responsabile verso e funzioni sotto la guida della Conferenza delle Parti per sostenere progetti, programmi, politiche e altre attività nei paesi in via di sviluppo».
Nell'ottava riunione del Consiglio del Fondo, tenuta a Bridgetown (Barbados) il 14-17 ottobre 2014, è stata stabilita la "mobilitazione iniziale delle risorse" (Initial Resource Mobilisation, IRM) per il quadriennio 2015-2018 con un ulteriore anno di pianificazione finanziaria transitoria e assegnazione delle risorse per il 2019.
Nel 2017, con l'elezione alla presidenza di Donald Trump, gli Stati Uniti, che si erano impegnati a versare 3 miliardi di dollari per la prima fase, in realtà ne avevano versato solo uno, decidendo di uscire dall'Accordo di Parigi, riducendo così la dotazione iniziale del fondo a 7,2 miliardi di dollari. Il Fondo, «nella sua prima versione ha sostenuto 111 programmi in circa 100 Paesi», ma non è riuscito a mantenere tutte le promesse iniziali.
Nella 24ª riunione del Consiglio del Fondo, tenuta nella sede di Incheon il 12-14 novembre 2019, è stato deciso il primo rifinanziamento (GCF-1) per il quadriennio 2020-2023.
Per compensare il disimpegno degli Stati Uniti, 27 paesi donatori hanno promesso quasi 9,8 miliardi di dollari, 13 dei 27 Paesi donatori hanno raddoppiato il proprio contributo rispetto alla fase precedente e il Giappone è divenuto il principale contributore con tre miliardi di dollari di contributi dal 2009.
Il 20 gennaio 2021, non appena insediato, il nuovo presidente Joe Biden ha reintegrato gli Stati Uniti nell'Accordo di Parigi, ma il Congresso degli Stati Uniti non ha approvato versamenti per l'anno fiscale 2022.
Entro la fine del 2023 sarà deciso il secondo rifinanziamento (GCF-2) per il quadriennio 2024-2027.

## Struttura

### Consiglio
Il Consiglio del Fondo verde per il clima (Board) è composto da 24 consiglieri, equamente divisi tra rappresentanti dei paesi sviluppati e dei paesi in via di sviluppo, selezionati dalle circoscrizioni regionali dell'UNFCCC.
Il Consiglio, che si riunisce tre volte all'anno, resta in carica per tre anni e nomina due copresidenti, uno tra i paesi sviluppati e uno tra i paesi in via di sviluppo, che restano in carica per un anno.

### Comitati
Il Consiglio è assistito da 8 comitati (Committees, Panels) nel processo di accreditamento, preparazione del bilancio, conflitto di interessi, controllo amministrativo, strategie di investimento, supervisione dell'attività del direttore esecutivo e dei responsabili delle unità indipendenti, gestione del rischio.

### Segretariato
Sotto la responsabilità del Direttore esecutivo si trova il Segetariato, composto da circa 220 dipendenti (circa la metà sono donne) che si occupano quotidianamente del funzionamento del Fondo. Operativamente è suddiviso in 12 tra uffici e divisioni.

## Fonti di finanziamento

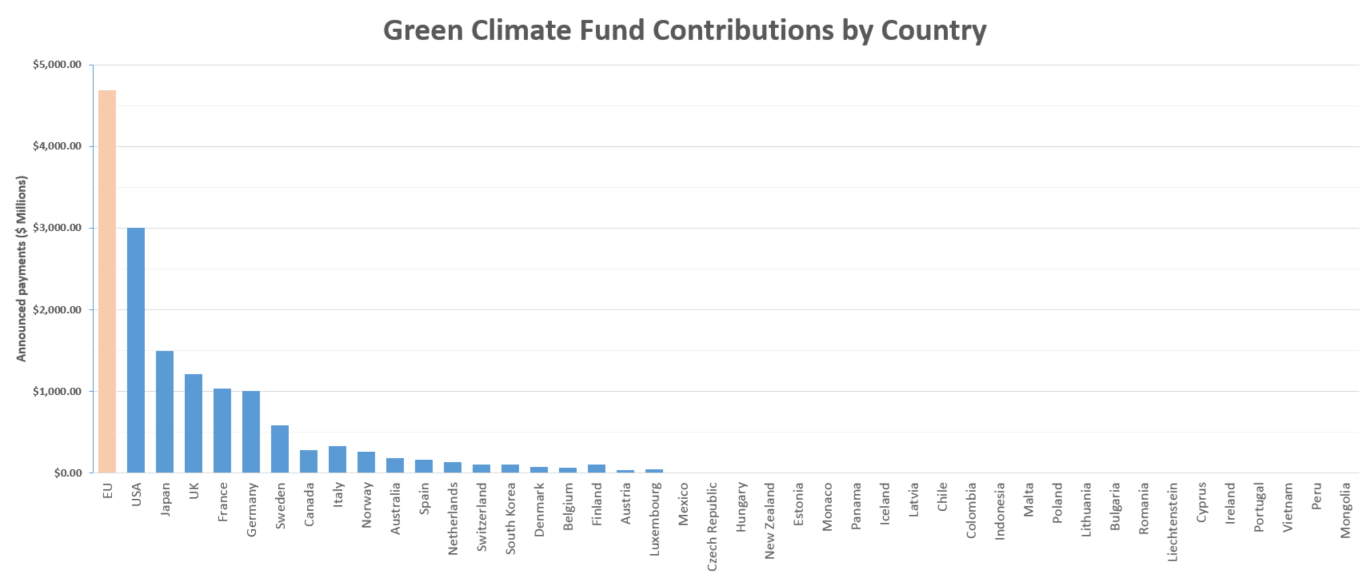
Contributi del Fondo verde per il clima per paese (l'Unione europea è la prima barra a sinistra)

Gli Stati partecipanti al Fondo hanno fissato l'obiettivo di 100 miliardi di dollari all'anno entro il 2020, ma senza concordare preventivamente la provenienza di questi fondi, per cui il segretario generale dell'ONU Ban Ki-moon ha costituito nel febbraio 2010 un gruppo consultativo di alto livello sul finanziamento della lotta al cambiamento climatico, incaricato di formulare proposte sulle possibili fonti di finanziamento.
Il 5 novembre 2010 il gruppo consultativo ha concluso che sarà difficile per gli Stati raccogliere una tale somma, in particolare alla luce della crisi finanziaria del 2007, tuttavia, è rimasto ottimista, evidenziando diverse altre potenziali fonti, tra cui la creazione di una tassa sulle transazioni finanziarie.
Alla XX Conferenza delle Parti dell'UNFCCC, la COP20 di Lima, il Fondo verde ha superato la soglia dei 10 miliardi di dollari, cinque anni dopo l'impegno preso nel 2009 alla COP15 di Copenaghen.
Nell'ottobre 2015, l'Organizzazione per la cooperazione e lo sviluppo economico (OCSE) ha stimato in 61,8 miliardi di dollari i finanziamenti pubblici e privati mobilitati nel 2014 dai paesi sviluppati a sostegno dell'azione per il clima nei paesi in via di sviluppo, al fine di rispettare l'impegno assunto nel 2010 alla COP16 di Cancún che aveva l'obiettivo di mobilitare 100 miliardi di dollari all'anno entro il 2020; tale importo rappresenta un aumento del 18% rispetto ai 52,2 miliardi mobilitati nel 2013. I finanziamenti pubblici bilaterali e multilaterali hanno rappresentato oltre il 70% degli afflussi nel periodo 2013-14, mentre i finanziamenti privati mobilitati hanno rappresentato oltre il 25%, i crediti all'esportazione la rimanente quota. Più di tre quarti dei finanziamenti totali stimati per il clima hanno sostenuto attività di mitigazione, circa un sesto è stato dedicato all'adattamento e una piccola parte ha sostenuto entrambi gli obiettivi.
Il Fondo verde per il clima e gli altri cinque principali fondi multilaterali per il cambiamento climatico ammontavano solo a 2 miliardi di dollari, ovvero poco più del 3% del totale; nel 2020 i fondi multilaterali per il cambiamento climatico ammontavano a 3,5 miliardi di dollari contro gli 83,3 miliardi dei finanziamenti totali, pari al 4,2%.
Il finanziamento del Fondo verde rientra nell'Obiettivo di sviluppo sostenibile 13 dell'Agenda 2030.